# Гай Веттій Аквілін Ювенк
Гай Веттій Аквілін Ювенк (лат. Gaius Vettius Aquilinus Juvencus; IV ст. ) — давньоримський латиномовний християнський поет часів Римської імперії.

## Життєпис
Походив із знатного роду Веттієв. Син або онук Веттія Аквіліна, консула 286 року. Ймовірно замолоду прийняв християнство. Згодом стає священиком на Піренейському півострові. Роки життя припадають на часи правління імператора Костянтина I.

## Творчість
Ювенк є автором твору під назвою «Євангеліє» у 4 книгах (329–330 роки), в якому він поставив собі за мету розповісти про життя Ісуса Христа та його учнів. При цьому перевершити епос Вергілія «Енеїда». Прозові тексти Нового Завіту Ювенк перетворює в руслі латинської шкільної риторики в гексаметріческіе вірші. Поема складається з 3200 віршів.
У своєму творі він переказує головним чином Євангеліє від Матвія, іноді доповнюючи його матеріалом, узятим з Євангелій від Луки і від Іоанна.
Оспівуючи діяння Ісуса Христа, Ювенк спирається на художній досвід таких римських поетів,
як Вергілій, Овідій, Лукан. Але незважаючи на своє бажання перевершити в поезії поган, значних результатів він не досягає. Частково цьому перешкоджає його установка paene ad verbum, тобто «майже дослівно», за висловом Ієроніма («Про знаменитих людей», 85), передавати новозавітні тексти.
Ювенку не вдається у повній мірі продемонструвати свій поетичний талант, який виявляється в деяких пейзажних замальовках, описах природних явищ і моралістичних міркуваннях. Однак це не може замінити простосердна нехитрого і тому величного оповідання Матвія. Драматичні події, про які розповідає євангеліст, викликають у душі поета живий відгук.

## Стиль
Висловлюючи християнські ідеї засобами класичної латини, Ювенк, людина високої різнобічної культури, пише виключно для освічених римлян, що відбилося в ускладненому синтаксисі і демонстративної лексичної витонченості його поеми, яка рясніє риторичними
зверненнями, химерними архаїзмами, манірними епітетами та численними ремінісценціями з
римських поетів. Проте Ювенк суворо дотримується правил просодії.